# Оттмар Вальтер
Оттмар Вальтер (нім. Ottmar Walter; 6 березня 1924, Кайзерслаутерн — 16 червня 2013, Кайзерслаутерн) — німецький футболіст, що грав на позиції нападника.
Виступав, зокрема, за клуб «Кайзерслаутерн», а також національну збірну Німеччини. В обох цих командах грав опліч зі старшим братом, одним з найкращих гравців в історії німецького футболу Фріцем Вальтером.

## Клубна кар'єра
У дорослому футболі дебютував 1941 року виступами за команду клубу «Кайзерслаутерн», в якій провів один сезон, взявши участь у 46 матчах чемпіонату.
Згодом з 1942 по 1943 рік служив у Крігсмаріне, у ці роки грав у складі команд портових міст, де проходив службу, — «Куксгафен» та «Гольштайн».
Після війни, в 1946 році повернувся до клубу «Кайзерслаутерн», за який відіграв 10 сезонів. Більшість часу, проведеного у складі «Кайзерслаутерна», був основним гравцем атакувальної ланки команди. Відзначався надзвичайно високою результативністю, забиваючи в іграх чемпіонату в середньому більше одного голу за матч. Завершив професійну кар'єру футболіста виступами за команду «Кайзерслаутерн» у 1956 році.
Помер 16 червня 2013 року на 90-му році життя у місті Кайзерслаутерн.

## Виступи за збірну
У 1950 році дебютував в офіційних матчах у складі національної збірної Німеччини. Протягом кар'єри у національній команді, яка тривала 6 років, провів у формі головної команди країни 21 матч, забивши 10 голів.
У складі збірної був учасником чемпіонату світу 1954 року у Швейцарії, здобувши того року титул чемпіона світу.

## Статистика
Статистика клубних виступів:
| Сезон    | Команда          | Чемпіонат | Чемпіонат | Регіональна ліга | Регіональна ліга | Кубок | Кубок |
| Сезон    | Команда          | Ігри      | Голи      | Ігри             | Голи             | Ігри  | Голи  |
| -------- | ---------------- | --------- | --------- | ---------------- | ---------------- | ----- | ----- |
| 1941/42  | «Кайзерслаутерн» | 2         | 3         |                  | 16               |       |       |
| 1942/43  | «Кайзерслаутерн» | —         | —         |                  | 2                |       |       |
| 1942/43  | «Гольштайн»      | 6         | 3         |                  |                  |       |       |
| Гауліга  | Гауліга          | 8         | 6         |                  | 18               |       |       |
| 1945/46  | «Кайзерслаутерн» | —         | —         |                  |                  | —     | —     |
| 1946/47  | «Кайзерслаутерн» | —         | —         |                  | 22               | —     | —     |
| 1947/48  | «Кайзерслаутерн» | 3         | 3         |                  | 51               | —     | —     |
| 1948/49  | «Кайзерслаутерн» | 5         | 3         |                  | 32               | —     | —     |
| 1949/50  | «Кайзерслаутерн» | 3         | 3         |                  | 45               | —     | —     |
| 1950/51  | «Кайзерслаутерн» | 4         | 2         |                  | 29               | —     | —     |
| 1951/52  | «Кайзерслаутерн» | —         | —         | 19               | 17               | —     | —     |
| 1952/53  | «Кайзерслаутерн» | 6         | 4         | 25               | 20               |       |       |
| 1953/54  | «Кайзерслаутерн» | 3         | 1         | 30               | 28               | 1     | 0     |
| 1954/55  | «Кайзерслаутерн» | —         | —         | 18               | 8                | 3     | 1     |
| 1955/56  | «Кайзерслаутерн» | 6         | 6         | 25               | 16               |       |       |
| 1956/57  | «Кайзерслаутерн» | 3         | 3         | 23               | 21               |       |       |
| 1957/58  | «Кайзерслаутерн» | 1         | 1         | 22               | 13               |       |       |
| 1958/59  | «Кайзерслаутерн» | —         | —         | 12               | 5                |       |       |
| Оберліга | Оберліга         | 34        | 26        | 174              | 307              | 4     | 1     |
| Усього   | Усього           | 42        | 32        |                  | 325              | 4     | 1     |

Статистика виступів на чемпіонаті світу 1954 року:
| № | Турнір  | Команда | Рахунок | Суперник  | Автори голів                                                  |
| - | ------- | ------- | ------- | --------- | ------------------------------------------------------------- |
| 1 | ЧС-1954 | ФРН     | 4:1     | Туреччина | Шефер, Клодт, О. Вальтер, Морлок — Мамат                      |
| 2 | ЧС-1954 | ФРН     | 7:2     | Туреччина | О. Вальтер, Шефер (2), Морлок (3), Ф. Вальтер — Ертан, Лефтер |
| 3 | ЧС-1954 | ФРН     | 2:0     | Югославія | Хорват (а/г), Ран                                             |
| 4 | ЧС-1954 | ФРН     | 6:1     | Австрія   | Шефер, Морлок, Ф. Вальтер (2), О. Вальтер (2) — Пробст        |
| 5 | ЧС-1954 | ФРН     | 3:2     | Угорщина  | Морлок, Ран (2) — Пушкаш, Цибор                               |

Статистика виступів у національній збірній:
| Рік    | Ігри | Голи |
| ------ | ---- | ---- |
| 1950   | 1    | 0    |
| 1951   | 1    | 1    |
| 1952   | 5    | 4    |
| 1953   | 3    | 1    |
| 1954   | 9    | 4    |
| 1955   | 1    | 0    |
| 1956   | 1    | 0    |
| Всього | 21   | 10   |

## Титули і досягнення
- Чемпіон світу: 1954